# Léon-Victor Dupré

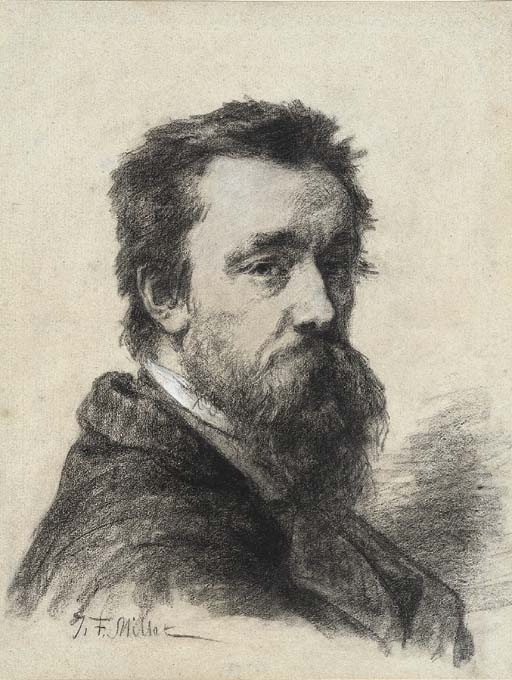
Jean-François Millet, Retrato de Léon-Victor Dupré, 1848

Léon-Victor Dupré (Limoges, 1816-1879) fue pintor de paisajes francés. Fue discípulo de su hermano, Jules Dupré. Dupré fue parte de la Escuela de Barbizon y pintó mayormente paisajes. Al igual que su hermano, representó riberas de ríos bajo cielos tormentosos. Murió en 1879, después de una enfermedad larga y dolorosa.

## Obras seleccionadas

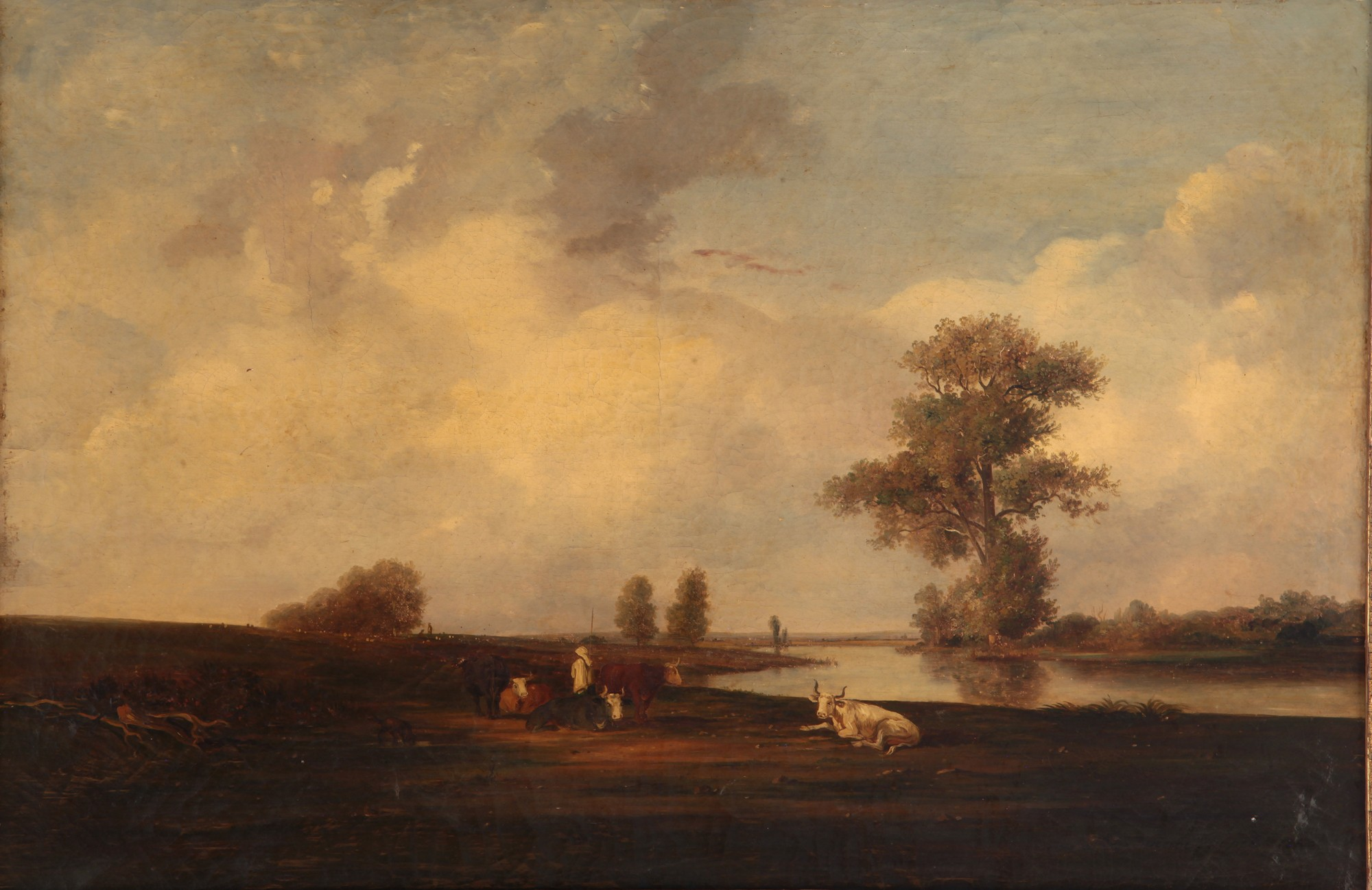
Paisaje con figura y vaca
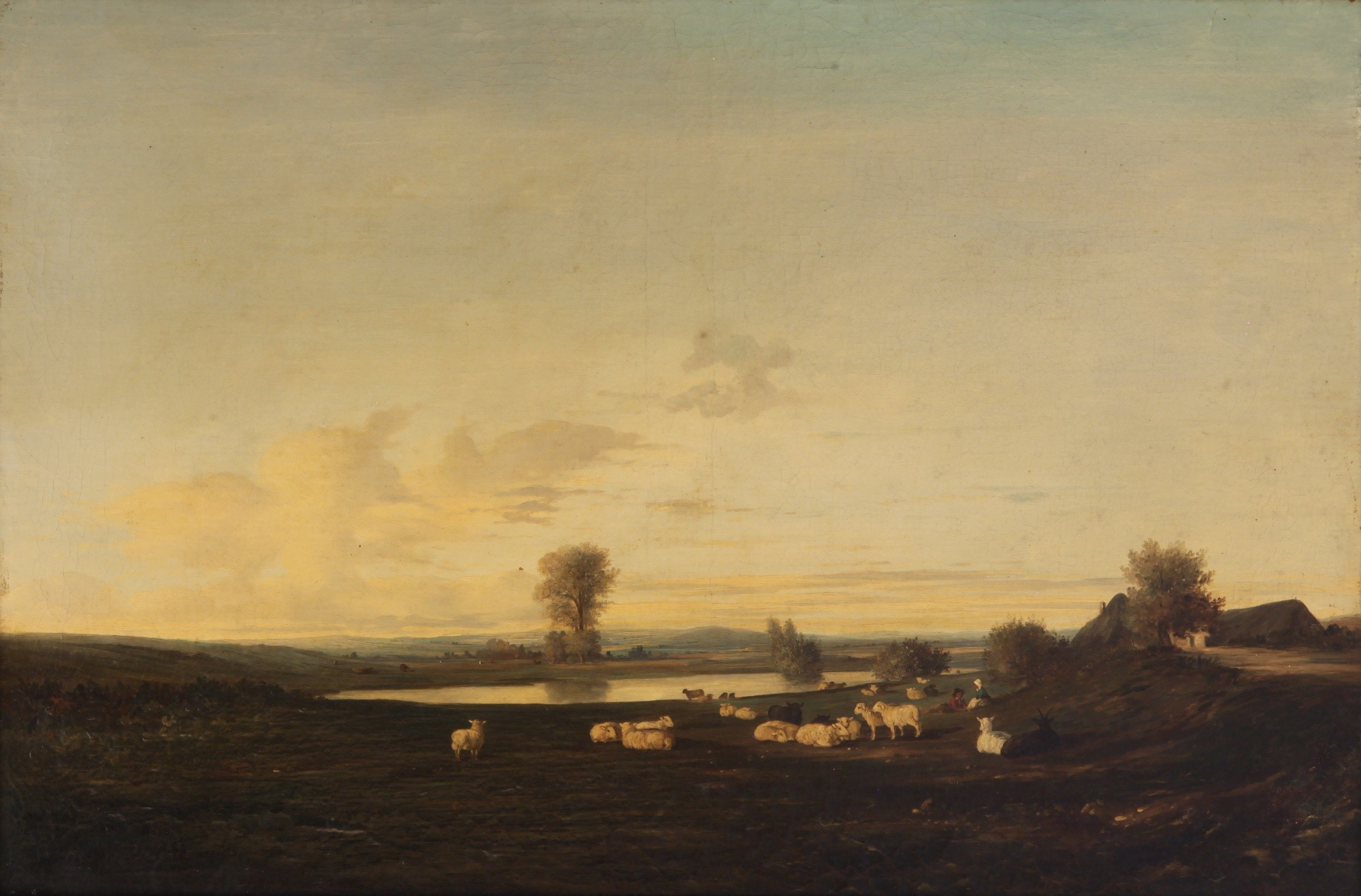
Paisaje con figuras y animales